# Raúl Landini
Raúl Athos Landini (Buenos Aires, 14 luglio 1909 – 29 settembre 1988) è stato un pugile argentino.

## Palmarès

### Olimpiadi
- Argento a Amsterdam 1928 nei pesi welter.